# Visibilidad

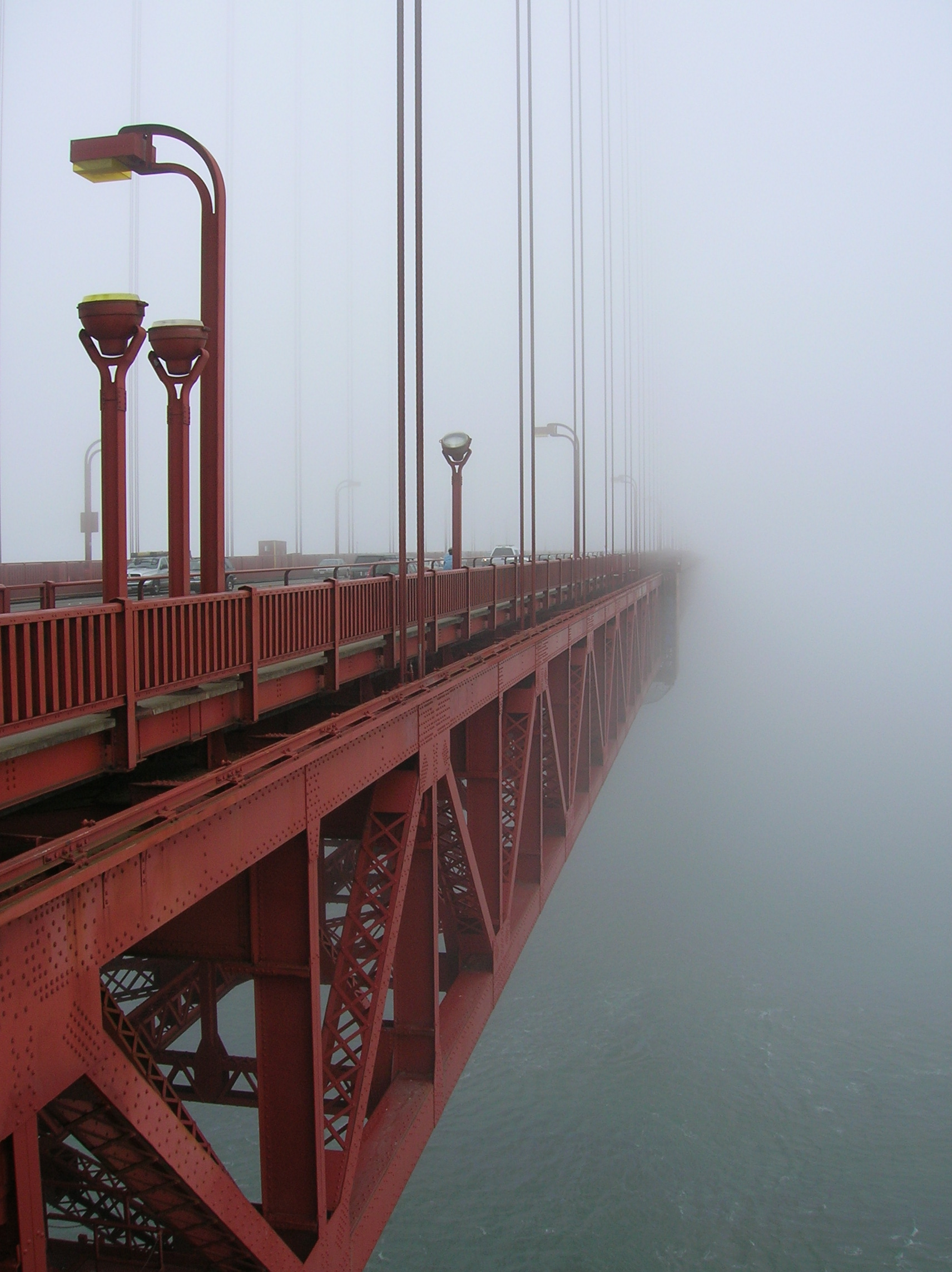
Pérdida de visibilidad producto de la niebla matinal en el Golden Gate de San Francisco.

La visibilidad es la cualidad perceptible, que permite ver objetos a una determinada distancia. A menor visibilidad peor se verán objetos a la lejanía, mientras que a mayor visibilidad se verán mejor objetos lejanos.

## Factores reductores de visibilidad
Ciertas condiciones climáticas, como la niebla, pueden reducir considerablemente la visibilidad. Se considera niebla cuando la visibilidad es menos a 2 km. En casos de niebla espesa la visibilidad puede verse reducida a pocos metros de distancia, haciendo casi imposible tareas como el conducir. Cuando la visibilidad es menor a 10 km, se está en presencia de neblina si la humedad relativa es mayor al 80%, y de bruma si es menor que este cantidad.
En el Ártico o en áreas montañosas, la visibilidad puede ser de entre 70 a 100 km. Sin embargo, la visibilidad es a menudo reducida a causa de la polución y humedad del aire. La niebla y el humo pueden reducir la visibilidad a niveles cercanos a cero, haciendo que la conducción de vehículos, desde automóviles hasta aeronaves, sea extremadamente peligroso. Lo mismo ocurre con las tormentas de arena en las áreas cercanas a los desiertos , con los incendios forestales y con las ventiscas. Las precipitaciones densas, como durante los temporales o tormentas, no sólo producen baja visibilidad, sino también la imposibilidad de frenar a causa del aquaplaning.

## Cálculo de visibilidad
La capacidad de cuantificar la visibilidad es importante para planificar y apoyar las operaciones aéreas. Es por ello que los aeropuertos consideran dos tipos de cálculo de visibilidad:
- Visibilidad meteorológica, que es la capacidad que se tiene para ver en cualquier punto cardinal los obstáculos que lo rodean, en una distancia previamente conocida. Esta forma de medición se distingue con la sigla MOR (del inglés: Meteorological Optical Range, "rango óptico meteorológico"). Para obtener el nivel de visibilidad con esta técnica, es preciso fijar un punto de observación, donde se establece la distancia con los obstáculos más cercanos (casas, árboles, cerros, etc.), sirviendo como referencia en una situación de reducción de visibilidad.

- Rango visual de pista (en inglés: RVR, Runway Visual Range), la cual es más específica, pues está orientada a la visibilidad en las pistas de aterrizaje, proyectándola al piloto en el momento de aterrizar o despegar. La visibilidad estará orientada en el sentido de pista de aterrizaje y no hacia cualquier punto cardinal (como en el caso de MOR). Las luces de la pista son un ingrediente a considerar para esta técnica, ya que estas ayudas visuales permiten mejorar considerablemente la visibilidad en momentos de restricción de la misma (Ej. neblina, niebla, lluvia, nieve o bruma). En otra época, se unían estos elementos sobre una planilla de cálculo, donde el observador se ubicaba al extremo del umbral de la pista y contaba la cantidad de luces de pista que era capaz de ver. Esta cantidad se multiplicaba con la distancia que estaba separando unas de otras y se proyectaba en una planilla de cálculo para obtener el valor de RVR. Obviamente en la actualidad ese método aunque es aceptado y usado en casos de emergencia resulta muy complejo, más si se aplica en aeropuertos con un flujo considerable de operaciones.